# Stroudia basipunctata
Stroudia basipunctata är en stekelart som beskrevs av Giordani Soika 1976. Stroudia basipunctata ingår i släktet Stroudia och familjen Eumenidae. Inga underarter finns listade i Catalogue of Life.